# La bambina ritrovata a Venezia
La bambina ritrovata a Venezia,  è un dipinto a olio su tela (155,2 x 186,5 cm) realizzato nel 1858 dal pittore italiano Antonio Rotta presso il Civico Museo di storia e arte di Trieste.

## Descrizione
Le rappresentazioni di scene interne della vita di Venezia sono rare, e questa è una delle immagini più storiche della vita quotidiana.
La scena raffigura la sala di un palazzo veneziano, come si evince dalla veduta nella zona di Piazza San Marco, del Palazzo Ducale: Palazzo Ducale, detto anche Palazzo Ducale, simbolo della città di Venezia e del Campanile di San Marco, oltre alla finestra aperta.
Non è facile interpretare il tema del dipinto, avvolto nel racconto di un mistero della Repubblica di Venezia: forse la dama, che rivolge al cielo uno sguardo stupito e insieme riconoscente, riconosce una fanciulla vestita da bambina, a lei cara, il cui volto è citato nella cornice della mensola a destra del dipinto.
Sulla stessa consolle è collocato un grande vaso in porcellana cinese del tipo rosa di famiglia, a connotare la ricchezza e la raffinatezza degli arredi e a testimoniare l'importanza dei rapporti commerciali tra la Repubblica di Venezia e la Cina dell'epoca.
Il vaso in porcellana cinese è un complemento d'arredo che segnala la diffusa passione che i collezionisti manifestavano in quegli anni per le cineserie e per l'arte e la cultura cinese.
Rotta si interessa alla rappresentazione della vera quotidianità, trovando in essa uno sguardo profondo nell'animo umano. È una natura morta secondo il realismo in cui si imprime il primo momento in cui l'innocenza dei bambini muore insieme alla conoscenza della vita.

## Stile
Rotta è interessato alla rappresentazione della vera vita quotidiana, con una profonda visione dell'anima umana. È la natura morta in cui l'innocenza dei bambini muore insieme alla conoscenza della sua vita.
Forse la signora, che guarda al tempo stesso stupita e grata al cielo, riconosce nella fanciulla dagli abiti spettinati un affetto, la cui fisionomia è suggerita nella cornice della consolle Gemälde.
Presso lo stesso console è presente un grande vaso di porcellana cinese, a connotare la ricchezza e la raffinatezza dell'arredo.
Una ragazza ricca che si perde nel mondo e per la prima volta prova un senso di costernazione.
Rari e preziosi sono i dipinti di opere che offrono scene di vita in ambienti ricchi, in quanto Rotta era l'intenso cantore dell'anima popolare, delle persone umili, dei luoghi e delle atmosfere domestiche povere e quotidiane di Venezia che conosceva nella sua essenza di intimità.
I dipinti di Rotta sono "molto sobri e delicati. I [...] concetti non sovrastano o non oscurano la parte gentile, semplice e virtuosa della vita comune e civile.
Sono tutti lavori che lo hanno reso gradito agli artisti e agli amatori. Il Rotta sembra seguire le orme del veneziano poeta Luigi Carrer, autore delle Ballate" (Dei principii tradizionali delle arti figurative, 1873). "Con scene di genere dal timbro schietto e popolaresco, Antonio Rotta ha raccontato la vita veneziana di borghesi e popolani della seconda metà dell'Ottocento. Il signor Rotta, giovanissimo eppur artista celebrato, deve la sua invidiabile rinomanza a bellissimi dipinti, principalmente di genere, nei quali è da lodarsi e scelta di soggetto, e composizione, e disegno, e colorito succoso e vero, e rara armonia d'insieme." (“I” Fiori: Scienze, lettere, arti..., 1855). "valido impulso alle belle arti nostre, ch'erano da qualche tempo in una specie di languore". (“I” Fiori: Scienze, lettere, arti..., 1855)

## Mostre
- Museo d’arte orientale, Trieste, 2013